# مقیاس بورچ-وارتفسکی
مقیاس بورچ-وارتفسکی (Burch-Wartofsky score) , روشی است برای سنجش و ارزیابی احتمال بروز طوفان تیروئیدی در افراد مبتلا به پرکاری تیروئید.
طوفان تیروئیدی یا بحران تیروتوکسیک، عارضه نادر و در عین حال بسیار شدید و بالقوه کشنده پرکاری تیروئید است که علائم آن شامل تب بالا، استفراغ، اسهال وبیقراری است. نارسایی قلبی و سکته قلبی نیز ممکن اتفاق بیفتد. با وجود درمان نیز ممکن است فرد جان خود را از دست بدهد.
احتمال طوفان تیروئیدی را می‌توان با توجه به مقیاس بورچ-وارتفسکی (Burch-Wartofsky) سنجید. نمره دهی بر پایه پارامترهای بالینی مختلف (مانند دمای بدن و شدت بیقراری) انجام می‌شود. 

## سنجش
| عامل                       | مقدار                      | نمره |
| -------------------------- | -------------------------- | ---- |
| تب                         | زیر ۳۷٫۱                   | ۰    |
| تب                         | ۳۷٫۲ تا ۳۷٫۷               | ۵    |
| تب                         | ۳۷٫۸ تا ۳۸٫۲               | ۱۰   |
| تب                         | ۳۸٫۳ تا ۳۸٫۸               | ۱۵   |
| تب                         | ۳۸٫۹ تا ۳۹٫۲               | ۲۰   |
| تب                         | ۳۹٫۳ تا ۳۹٫۹               | ۲۵   |
| تب                         | بیش از ۴۰                  | ۳۰   |
| اثرات دستگاه اعصاب مرکزی   | عادی                       | ۰    |
| اثرات دستگاه اعصاب مرکزی   | تحریک متوسط                | ۱۰   |
| اثرات دستگاه اعصاب مرکزی   | حمله عصبی                  | ۲۰   |
| اثرات دستگاه اعصاب مرکزی   | کما و سکته مغزی            | ۳۰   |
| ناکارایی معده، روده یا کبد | عادی                       | ۰    |
| ناکارایی معده، روده یا کبد | یبوست، حالت تهوع یا دلپیچه | ۱۰   |
| ناکارایی معده، روده یا کبد | یرقان غیرعادی              | ۲۰   |
| تپش قلب در دقیقه           | زیر ۹۰                     | ۰    |
| تپش قلب در دقیقه           | ۹۰ تا ۱۰۹                  | ۵    |
| تپش قلب در دقیقه           | ۱۱۰ تا ۱۱۹                 | ۱۰   |
| تپش قلب در دقیقه           | ۱۲۰ تا ۱۲۹                 | ۱۵   |
| تپش قلب در دقیقه           | ۱۳۰ تا ۱۳۹                 | ۲۰   |
| تپش قلب در دقیقه           | بیش از ۱۴۰                 | ۲۵   |
| نارسایی قلبی احتقانی       | ندارد                      | ۰    |
| نارسایی قلبی احتقانی       | ورم پا                     | ۵    |
| نارسایی قلبی احتقانی       | خس خس سرخرگ                | ۱۰   |
| نارسایی قلبی احتقانی       | ادم ریه                    | ۱۵   |
| فیبریلاسیون دهلیزی         | ندارد                      | ۰    |
| فیبریلاسیون دهلیزی         | دارد                       | ۱۰   |
| سابقه خودکشی               | ندارد                      | ۰    |
| سابقه خودکشی               | دارد                       | ۱۰   |

### نتیجه
- نمره بالای ۴۵ دال بر طوفان تیروئیدی است. درمان حاد در آی سی یو لازمست.
- نمره بین ۲۵ تا ۴۵ مطرح کننده قریب‌الوقوع بودن طوفان تیروئیدی است. تیوآمید ها و بستری شدن در آی سی یو تجویز شود.
- نمره زیر ۲۵، تشخیص طوفان تیروئیدی را رد می‌کند. پرکاری تیروئید بررسی شود.